# Alfonso de Portago
Alfonso Antonio Vicente Eduardo Ángel Blas Francisco de Borja Cabeza de Vaca y Leighton, XI marqués de Portago, más conocido por su título de marqués de Portago, también como Alfonso de Portago (Londres, 11 de octubre de 1928-Guidizzolo, 12 de mayo de 1957), fue un deportista español que compitió en bobsleigh y automovilismo.

## Bobsleigh
Ganó una medalla de bronce en el Campeonato Mundial de Bobsleigh de 1957, en la prueba doble (junto con Luis Muñoz Cabrero). Participó en los Juegos Olímpicos de Cortina d'Ampezzo 1956, ocupando el cuarto lugar en la prueba doble y el noveno en la cuádruple.

### Palmarés internacional
| Campeonato Mundial | Campeonato Mundial   | Campeonato Mundial | Campeonato Mundial |
| Año                | Lugar                | Medalla            | Prueba             |
| ------------------ | -------------------- | ------------------ | ------------------ |
| 1957               | Sankt Moritz (Suiza) | Medalla de bronce  | Doble              |

## Automovilismo
Participó en cinco Grandes Premios de Fórmula 1, en la Scuderia Ferrari, debutando el 30 de junio de 1956 en Francia. Finalizó segundo en el Gran Premio del Reino Unido de 1956 y quinto en el Gran Premio de Argentina de 1957. También participó en dos ediciones de las 24 Horas de Le Mans (1954 y 1956).
Aparte, disputó la Carrera Panamericana en 1953 y 1954, y los 1000 km de Buenos Aires en 1954 (en los que terminó segundo) y en 1957 (tercero).
El 12 de mayo de 1957, en la XXIV edición de la Mille Miglia, Alfonso de Portago murió, junto con su copiloto Edmund Nelson, al sufrir un accidente durante la carrera a bordo de su Ferrari 335 S, debido a que uno de los neumáticos reventó al chocar contra una piedra.

### Resultados

#### Fórmula 1
(Clave) (negrita indica pole position) (cursiva indica vuelta rápida)

| Año                                     | Escudería        | 1       | 2   | 3   | 4   | 5       | 6       | 7       | 8       | Pos. | Puntos |
| --------------------------------------- | ---------------- | ------- | --- | --- | --- | ------- | ------- | ------- | ------- | ---- | ------ |
| 1956                                    | Scuderia Ferrari | ARG     | MON | 500 | BEL | FRA Ret | GBR 2.º | GER Ret | ITA Ret | 18.º | 3      |
| 1957                                    | Scuderia Ferrari | ARG 5.º | MON | 500 | FRA | GBR     | GER     | PES     | ITA     | 20.º | 1      |
| Fuente: motorsportstats.com (en inglés) |                  |         |     |     |     |         |         |         |         |      |        |

## Vida personal

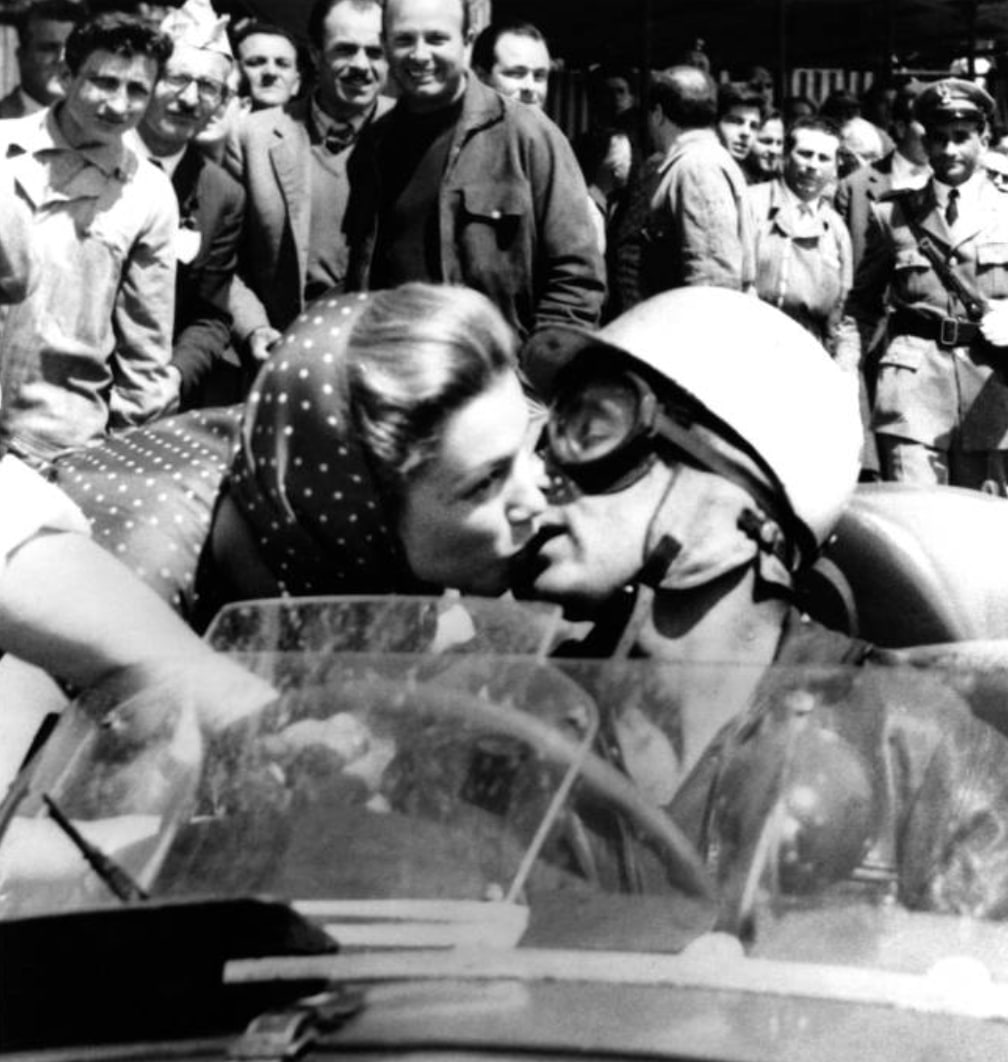
Escena del beso antes del accidente

Nacido en una familia aristócrata, vivió sus primeros años en Londres, y posteriormente en Biarritz (Francia). Desde muy joven se interesó por los deportes, practicó natación, esgrima, polo e hípica. Además de su trayectoria deportiva, fue conocido por sus romances. Estuvo casado con la modelo Carroll McDaniel, después tuvo una relación con la modelo Dorian Leigh y por último mantuvo un noviazgo con la actriz Linda Christian.
En el día del accidente, De Portago aprovecha una parada para ver a su novia, Linda Christian, que se acerca al coche para besarlo. Momentos después ocurre el accidente mortal. La escena del beso fue captada por los fotógrafos y ha pasado a la historia con el nombre de «El beso de la muerte».

### En la literatura
Su historia ha sido llevada a la literatura en un par de ocasiones:
- «Marqués de Portago. La leyenda / Fon». Fernando Doménech Mateo y Edward McDonough (2010).[6]
- «El sabor del último beso». Javier Puebla (2023).[7]